# Morskranes
Morskranes (dánul: Morskranæs) település Feröer Eysturoy nevű szigetén. Közigazgatásilag Sjóv községhez tartozik.

## Történelem
A települést 1877-ben (más forrás szerint 1830 körül) alapították.

## Népesség
| Év          | Lakosság |
| ----------- | -------- |
| 1986.01.01. | 47       |
| 1991.01.01. | 51       |
| 1996.01.01. | 48       |
| 2001.01.01. | 46       |
| 2006.01.01. | 43       |

## Közlekedés
Morskranesből észak felé Selatrað, dél felé Strendur érhető el közúton. A települést érinti a 482-es buszjárat.

### Külső hivatkozások
- faroeislands.dk – fényképek és leírás (angol)
- Morskranes, Visit Eysturoy (feröeri, angol)
- Panorámakép a domboldalból[halott link] (dán)
- Morskranes, fallingrain.com (angol)